# Артуро Гальсеран
Артуро Гальсеран Ногес (ісп. Arturo Galcerán Nogués; дата народження та смерті невідомі) — кубинський футболіст, півзахисник.

## Клубна кар'єра
На клубному рівні виступав за кубинський клуб «Хувентуд Астуріана».

## Кар'єра в збірній
Артуро Гальсеран виступав за національну збірну Куби. У 1938 році був викликаний для участі в чемпіонат світу. Однак на Мундіалі не зіграв жодного поєдинку.